# Bryodesma rupestre
Bryodesma rupestre là một loài dương xỉ trong họ Selaginellaceae. Loài này được L. Soják mô tả khoa học đầu tiên năm 1992.